# Charles Singer
Charles Joseph Singer (2 de Novembro de 1876 — 10 de Junho de 1960) foi um historiador de ciência britânico.
Singer nasceu em Camberwell, London, onde o seu pai, Simeon Singer, era um clérigo. Foi educado na City of London School, na University College London, e no Magdalen (Zoologia 1896-99, Honorary Fellow 1953).
Com treino em zoologia e medicina, qualificou-se para a prática médica em 1903. No dia em que as suas qualificações médicas foram anunciadas, foi declarado médico de uma expedição dirigida por John Harrington, à região de fronteira entre a Abissínia e o Sudão. Voltou a Inglaterra e ocupou um lugar no Sussex County Hospital em Brighton. Em 1907 seguiu para Singapure.
Forçado a voltar para Inglaterra devido à morte do pai em 1908, teve depois várias posições em hospitais de Londres, até que se moveu para Oxford em 1914 para trabalhar com William Osler, então professor de medicina na universidade.
Singer casou-se em 1910 com Dorothea Waley Cohen, distinguida por direito próprio como historiadora do período medieval. Providenciou assistência valiosa nas publicações do marido para o resto da vida. No período antecedente à Primeira Guerra Mundial, Singer publicou diversas monografias, pelas quais recebeu o grau de Litterarum doctor pela University of Oxford.
Singer aceitou uma comissão como oficial médico da Armada Real em 1916, primeiro como patologista e depois como fazendo parte de uma expedição arqueológica. No fim da guerra regressou à Universidade de Oxford para dar aulas de história da biologia. Em 1920 foi denominado para dar aulas de história da medicina na University College da University of London.
A sua reputação estendeu-se para além da Inglaterra. Em 1929 aceitou um convite para dar aulas na Johns Hopkins University. A universidade estava interessada em lhe dar um posto permanente, mas o atraso permitiu que a Universidade de Londres lhe desse um assento honorário, que aceitou. Acabou por rejeitar a posição na Johns Hopkins University.
Os Singer passaram tempo na University of California, Berkeley, onde Charles passou três meses como professor visitante. Depois regressaram a Inglaterra. Foi convidade novamente para dar aulas pela University of California em 1932. No regresse, Singer retomou o posto na UCL, onde permaneceu até à reforma em 1942. A sua maior publicação entes da reforma foi A Short History of Scientific Ideas to 1900.
Após a reforma, Charles continuou a sua pesquisa em vários tópicos e publicou alguns livros dignos de registo, incluindo a edição de A History of Technology, que foi publicado em cinco volumes entre 1954 e 1958, Galen on Anatomical Procedures e A History of Biology. Numerosos artigos foram também publicados neste período. Morreu em Par, Cornwall.

## Prémios e reconhecimentos
Charles recebeu vários prémios, reconhecimentos e posições de liderança durante a sua vida. Entre estes conta-se o grau de Scientiæ Doctor pela University of Oxford, a Medalha George Sarton da History of Science Society, e presidência de diversas sociedades, incluindo a British Society of the History of Medicine (1946-1948) e a International Union for the History of Science (1947).

## Publicações selecionadas
- From Magic to Science: Essays on the Scientific Twilight (1928)
- A Short History of Science to the Nineteenth Century (1941)
- As editor, A History of Technology (5 vols, between 1954 and 1958), together with Eric John Holmyard and A.R. Hall.
- Galen on Anatomical Procedures (1956)
- A History of Biology to About the Year 1900 (1959)
- Greek Biology & Greek Medicine, Chapters in the History of Science, Clarendon Press, 1922.